# Токарев, Вилли Иванович
Ви́лли Ива́нович То́карев (англ. Willi Tokarev, имя при рождении — Виле́н; 11 ноября 1934, хутор Чернышёв, Шовгеновский район, Адыгейская автономная область, Северо-Кавказский край, РСФСР, СССР — 4 августа 2019, Москва, Россия) — советский, американский и российский автор-исполнитель песен в жанре русский шансон. Поэт, поэт-песенник, композитор. Почётный житель Таганского района города Москвы (2006).

## Биография
Родился 11 ноября 1934 года на хуторе Чернышёвский Шовгеновского района Адыгейской АО Северо-Кавказского края РСФСР (сейчас Республика Адыгея России), его предки из кубанских казаков.
В 1945 году Токаревы переехали в Каспийск (Дагестан).
В 1948 году он совершил своё первое морское плавание, на корабле работал кочегаром.
Служил в войсках связи, а после увольнения в запас переехал в Ленинград.
Получил среднее музыкальное образование, окончив музыкальное училище при Ленинградской консерватории имени Римского-Корсакова по классу контрабаса.
Во время учёбы работал в оркестре Анатолия Кролла, симфо-джаз-ансамбле Жана Татляна, в ансамбле Бориса Рычкова, певицы Гюлли Чохели.
Позже работал в ансамбле «Дружба» Александра Броневицкого с певицей Эдитой Пьехой.
Начал писать песни, музыку и тексты. Является автором песни «Кто виноват?», которая была исполнена Анатолием Королёвым, песни «Дождь» для Эдиты Пьехи и других.
Работал в оркестре Ленинградского радио и телевидения, которым руководил Давид Голощёкин.
Из-за гонений на джаз он уехал в Мурманск, где стал исполнителем собственных песен. Одна из них стала хитом Кольского полуострова в 1973 году — «Мурманчаночка». Вместе с местным соавтором, Владимиром Ярцевым записал песню «Апатиты — заполярный городок», которая стала для апатитчан неформальным гимном.

### В США
В 40 лет в 1974 году эмигрировал в США со 100$ в кармане. Его на 2-3 недели приютил Толстовский фонд, заведующей которого была Александра Толстая, дочь Льва Толстого. Там он был курьером, уборщиком в пекарне, перебирал русскую библиотеку у миллионера, разносчиком газет, стал безработным, так как плохо знал английский язык, поэтому стал учить язык, читая американские газеты, окончил курсы медбрата, научился водить машину на курсах, сдал на вождение такси и стал работать таксистом, чтобы заработать деньги на запись пластинки, в свободное время писал песни, его ограбили четыре раза (один раз, на Рождество, его чуть не убил чернокожий). Играл в «Карнеги-холле» на балалайке, которую купил на Пятой авеню в сувенирном магазине за 50$, потом играл и пел в ресторанах и ночных клубах.
В 1979 году вышла первая пластинка «А жизнь — она всегда прекрасна!», которая не особенно была замечена. В 1981 году вышла вторая пластинка «В шумном балагане», которая принесла Токареву известность среди русскоязычных эмигрантов. В 1980-х годах работал в русском ресторане «Садко», а потом в ресторанах «Приморский» и «Одесса», ему аккомпанировала Ирина Ола. Его называли «почётным евреем Брайтона». Вилли основал свой лейбл «One Man Band», записал там около двадцати альбомов.
В 1989 году Вилли Токарев прилетел в СССР с концертами. Большую роль в организации этих гастролей сыграл известный антрепренёр Виктор Шульман, который и сам тоже исполнял «одесские песни» из репертуара ленинградских «магнитофонных» бардов, Бориса Сичкина и других ветеранов жанра. 70 концертов по всему Советскому Союзу прошли с успехом.

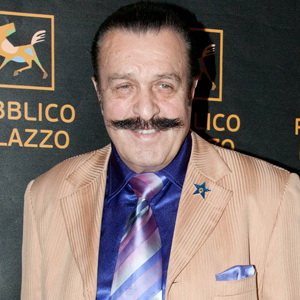
На вечеринке программы «Пусть говорят», 2010 год

### В России
В 1989 году Вилли Токарев приехал в Советский Союз с первыми концертами. Дал более 70 концертов по всей стране. Через год гастрольный тур повторился, певец снова собрал полные залы зрителей. Тогда же на советские телеэкраны вышел фильм-биография «Вот я стал богатый сэр и приехал в СССР».
В 90-е годы Вилли Токарев переехал в Москву, жил на Зубовском бульваре, затем переехал в высотный дом на Котельнической набережной. Здесь же открыл свою студию звукозаписи. Много гастролировал, записывал песни на собственной студии, принимал участие в общественно-политической жизни молодой страны.
Токарев общался с Аллой Пугачёвой, Иосифом Кобзоном, Виталием Севастьяновым, не стеснялся своего общения с криминальным миром, побывав с выступлениями в тюрьмах и колониях. Был знаком с Вячеславом Иваньковым (Япончиком), который в Америке защитил певца от рэкетиров итальянской мафии. В конце 1993 года Токарев дал концерт в честь участников октябрьского вооружённого конфликта в Москве, выступавших на стороне Верховного Совета, а также написал посвященную этим событиям песню «Белый дом, чёрный дом».

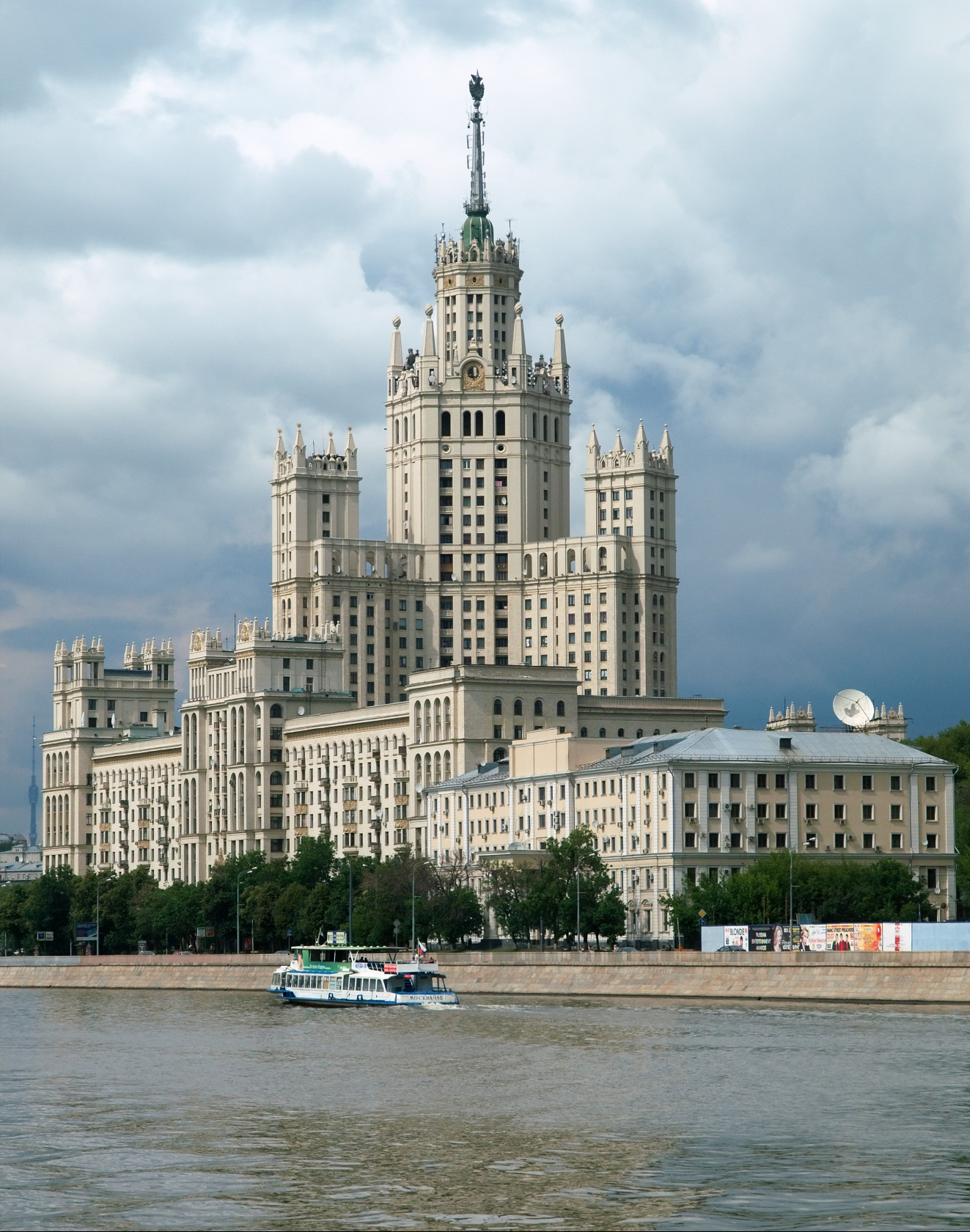
Высотка на Котельнической набережной

В 2000-х годах Вилли Иванович принял участие в съёмках нескольких кинофильмов, где сыграл самого себя: «Капитанские дети», «Следствие ведут ЗнаТоКи. Третейский судья», «Олигарх». В фильме «Дневной дозор» — в образе гостя на торжественном мероприятии. В 2014 году артист организовал масштабное концертное турне по городам России, Америки, Бразилии и Прибалтики.
В последние годы Токарев был постоянным участником премии «Шансон года», музыкального марафона «Ээхх, Разгуляй!». В начале 2017 года Токарев исполнил новую песню «Trumplissimo America!» на мероприятие в Москве в поддержку инаугурации Дональда Трампа в качестве 45-го президента Соединённых Штатов. В этом же году Вилли Токарев стал участником «Разбора полёта» на радиостанции «Эхо Москвы». В 2018-м году певец принял участие в фестивале «Славянский базар», дал несколько концертов, был членом жюри в музыкальном телепроекте на «Первом канале» «Три аккорда», гостем в передаче «Судьба человека».
С 2006 года — почётный житель Таганского района города Москвы.

### Болезнь и смерть
Вилли Токарев скончался от рака 4 августа 2019 года в возрасте 84 лет в реанимационном отделении московской клиники, куда он впервые попал ещё в мае. В период тяжёлой болезни в начале 2019 года он продолжал давать концерты и сниматься на телевидении, последняя съёмка была в марте. Незадолго до смерти написал и исполнил комплиментарную песню «Кадыровский стиль», посвящённую главе Чечни Рамзану Кадырову. Обнародована песня была после смерти артиста.
9 августа 2019 года после гражданской панихиды в храме Святителя Николая в Котельниках музыкант был похоронен на Калитниковском кладбище (участок № 17).

## Семья
- Первый раз женился во время учёбы в музыкальном училище Ленинграда.
  - Сын — Антон Токарев (род. 11 июля 1966; Ленинград) — недолго работал фельдшером на скорой помощи, автор и исполнитель в стиле шансон, в конце 1980-х был участником группы «Ласковый май»[22], был телеведущим на канале «100 ТВ», работал радиоведущим радиостанции «Русский шансон», затем радиоведущий программы «Уикенд с Антоном Токаревым!» на радио «Балтика»[23]; главный редактор на петербургской радиостанции «Модное радио» (FM-вещание в Выборге, Лаппеэнранте).
    - Внучка — Кристина Токарева (род. 13 декабря 1988) — актриса.
    - Внук — Егор Токарев (род. 27 апреля 2002) — саксофонист, в 9-летнем возрасте завоевал Гран-при на международном конкурсе в Италии[24].
- Вторую жену Вилли встретил, приехав в 1990 году на гастроли в СССР — Светлана Радушинская (род. 1971), свадьба 4 февраля 1990 в Москве[25].
  - В браке родился сын — Алекс Токарев (род. ок. 1993), живёт в Нью-Йорке.
- Третья жена — Юлия Бединская-Токарева (род. 1977) — киновед (окончила ВГИК).
  - Дочь — Эвелина Токарева (род. ок. 2000).
  - Сын — Милен Токарев (род. ок. 2003)[8][26][27].

## Премии
| Год  | Премия      | Песня                      | Номинация | Результат |
| ---- | ----------- | -------------------------- | --------- | --------- |
| 2005 | Шансон года | Над Гудзоном               | Певец     | Победа    |
| 2009 | Шансон года | «Журавли»                  | Певец     | Победа    |
| 2015 | Шансон года | «Небоскрёбы»               | Певец     | Победа    |
| 2016 | Шансон года | «Журавли»                  | Певец     | Победа    |
| 2017 | Шансон года | «А жизнь всегда прекрасна» | Певец     | Победа    |

## Творчество

### Дискография
Номерные альбомы
1. 1979 — «А жизнь — она всегда прекрасна»
2. 1981 — «В шумном балагане»[28]
3. 1983 — «Над Гудзоном»
4. 1984 — «Золото»
5. 1985 — «Козырная карта»
6. 1985 — «С днём рождения, милая мама!»
7. 1987 — «Детская пластинка»
8. 1988 — «747»
9. 1989 — «SOS!!!»
10. 1990 — «Здравствуй, милая женщина!»
11. 1990 — «Брайтонское танго»
12. 1990 — «Прямо в сердце»
13. 1990 — «Дорогие имена»
14. 1990 — «Брызги шампанского»
15. 1990 — «Нью-Йорк — Москва»
16. 1990 — «Почему евреи уезжают?»
17. 1990 — «Летят перелётные птицы»
18. 1990 — «America»
19. 1992 — «Россия есть, была и будет»
20. 1995 — «Прощай, Нью-Йорк»
21. 1996 — «Слухи»
22. 2003 — «Крымское танго»
23. 2005 — «Зита, Лена и Тимур»
24. 2006 — «Я вас любил»
25. 2006 — «Песни о моей любимой Родине», диск 1
26. 2006 — «Песни о моей любимой Родине», диск 2
27. 2006 — «Нашим из Дормаша!»
28. 2006 — «Левон»
29. 2006 — «Черноголовка»
30. 2006 — «Здравствуй, Израиль!»
31. 2006 — «Слава»
32. 2007 — «Darom»
33. 2007 — «Артур»
34. 2008 — «Александр Колиев»
35. 2008 — «Золотой колос»
36. 2008 — «Наш Мэр Московский»
37. 2008 — «Строитель наш столичный»
38. 2008 — «I Love You Once» («The Best Lyrical Songs»)
39. 2007 — «My New York» (Volume 1)
40. 2007 — «My New York» (Volume 2)
41. 2007 — «Diana»
42. 2008 — «BOSSNER»
43. 2009 — «Почему блатные песни любят на Руси?», диск 1
44. 2009 — «Почему блатные песни любят на Руси?», диск 2
45. 2009 — «Армения»
46. 2009 — «Шустовский коньяк»
47. 2009 — «Эхо войны»
48. 2010 — «LOLA»
49. 2011 — «Светочка»
50. 2014 — «Дети земли»
51. 2014 — «Концерт в СССР» (запись 1989 года)
52. 2016 — «Ты у меня одна»
53. 2018 — «Каравай»

Сборники

2005 — «Вилли Токарев. Русский Шансон. Коллекция MP3» .
1. 2006 — «Вилли Токарев. Коллекция MP3», диск 1
2. 2006 — «Вилли Токарев. Коллекция MP3», диск 2
3. 2006 — «Вилли Токарев. Коллекция MP3», диск 3
4. 2006 — «Вилли Токарев. Коллекция MP3», диск 4
5. 2011 — «Вилли Токарев. Коллекция легендарных песен MP3»

### Клипы
1. 1995 — «Массаж»
2. 2002 — «Небоскрёбы»
3. 2006 — «Крымское танго»
4. 2008 — «Моя Москва»
5. Слухи
6. Бутылочка хорошего вина

### Фильмография
| Год  |     | Название                                           | Роль                 |
| ---- | --- | -------------------------------------------------- | -------------------- |
| 1990 | док | «Вот я стал богатый сэр и приехал в эСэСэР»        | документальный фильм |
| 2002 | ф   | Олигарх                                            | камео                |
| 2002 | ф   | Следствие ведут ЗнаТоКи, выпуск «Третейский судья» | камео                |
| 2002 | ф   | Провинциалы                                        | камео                |
| 2005 | ф   | Дневной Дозор                                      | гость на вечеринке   |
| 2005 | ф   | Капитанские дети                                   | камео                |
| 2005 | ф   | люксембургский фильм «Tour De Force»               | озвучивание          |
| 2012 | с   | Джамайка                                           | камео                |
| 2016 | ф   | Следствие вели..., выпуск «Вор и актриса»          | камео                |

## Память
4 августа 2019 года председатель комиссии по монументальному искусству правительства Москвы Лев Лавренов заявил, что комиссия готова рассмотреть просьбу об увековечении памяти Токарева.
К 90-летию со дня рождения артиста, 11 ноября 2024 года, на его могиле на Калитниковском кладбище был установлен памятник.
Также в его честь была названа группа «Ансамбль им. Вилли Токарева».